# Paesaggio urbano nell'arte
Il paesaggio urbano è un tema dell'arte sviluppato nel corso dei secoli a seconda dei periodi storici, dello sviluppo della scienza e delle committenze.

## Pittura dell'età del bronzo
Tra i primi esempi di rappresentazione delle città nell'arte spicca per la qualità pittorica che per i dettagli gli affreschi di Akrotiri presso Santorini attorno al XVI sec. a.C.

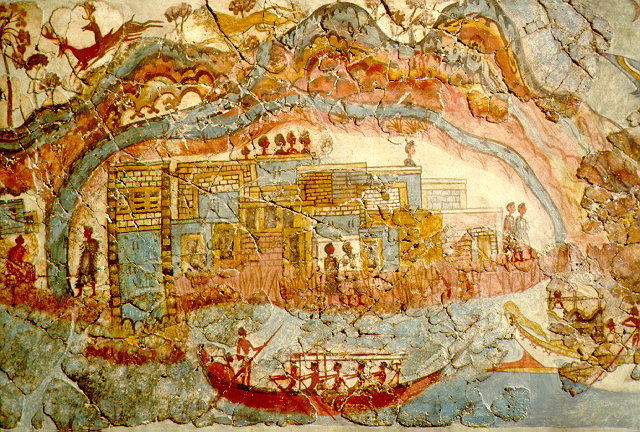
Una città minoica, particolare di un fregio della casa Occidentale

## Pittura romana

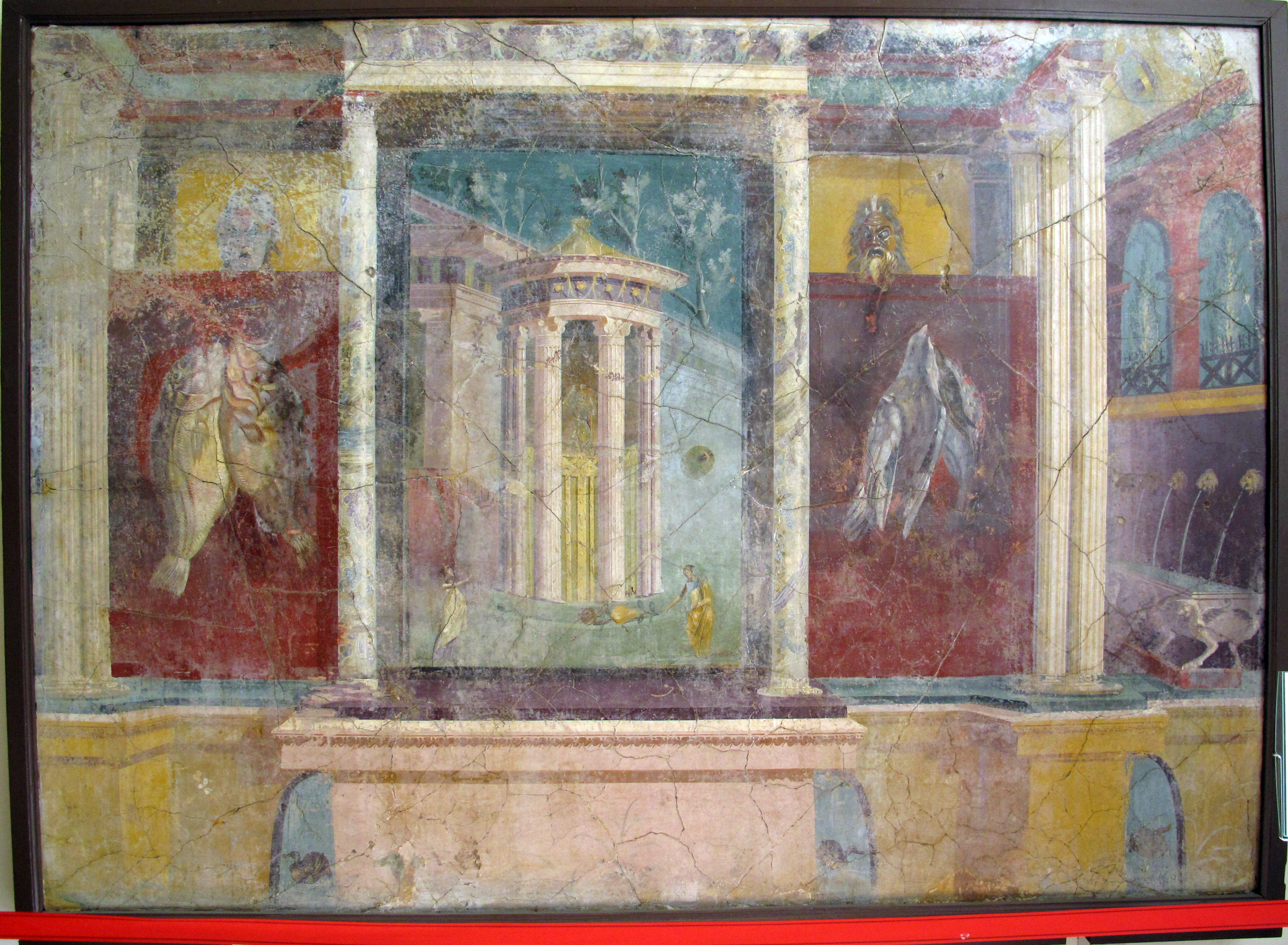
Paesaggio architettonico, Casa Pompeiana VI, Napoli

## Pittura gotica

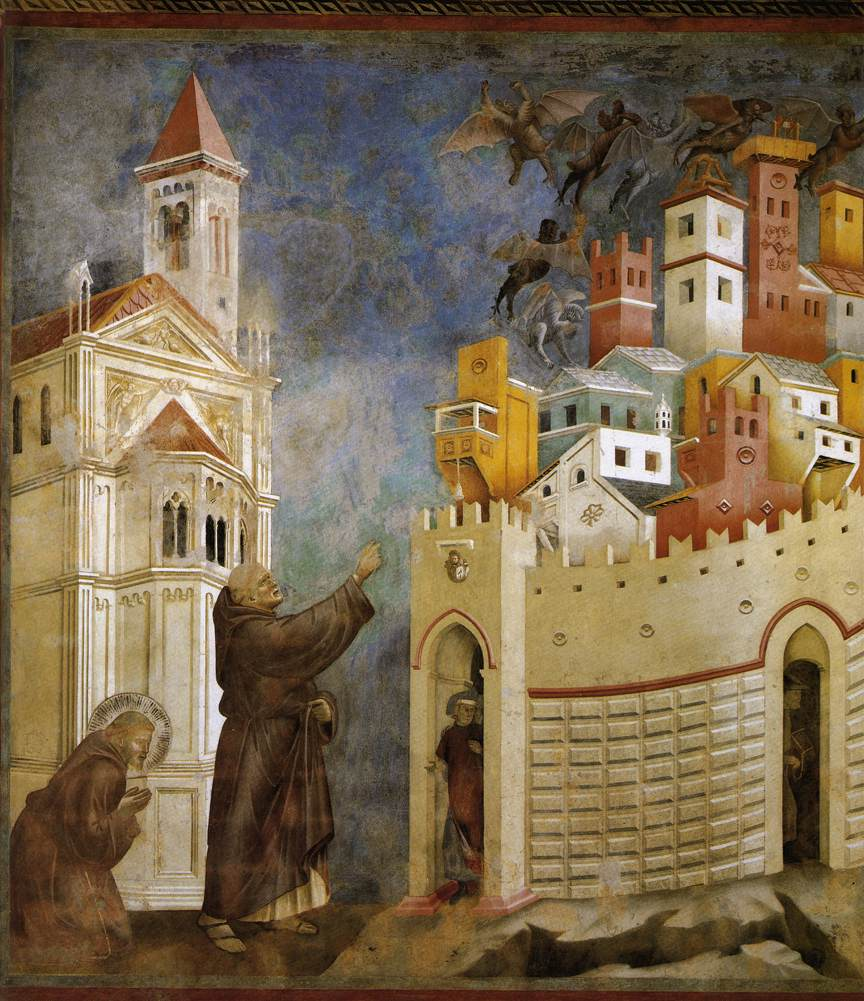
Cacciata dei diavoli da Arezzo, Giotto
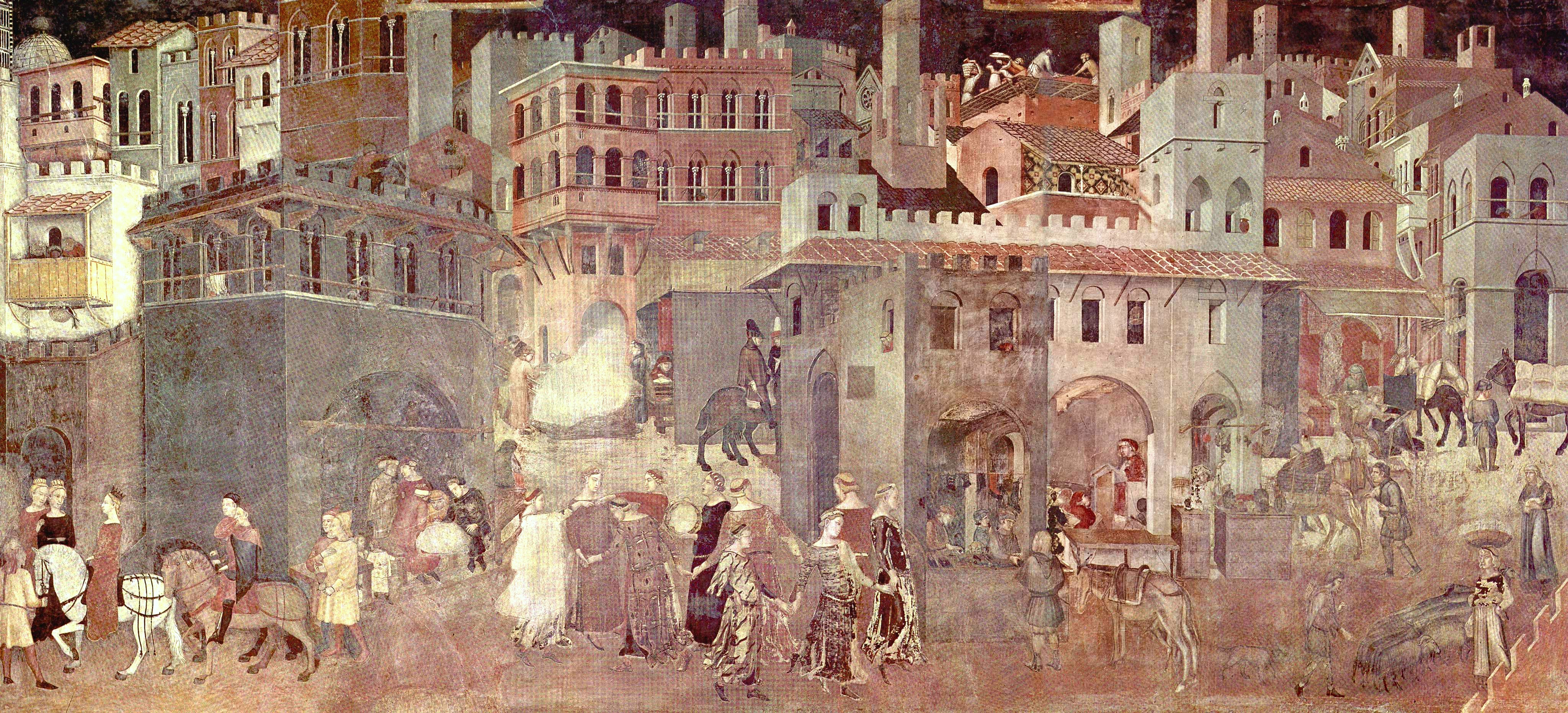
Effetti del Buon Governo in città, 1338-1340, Sala della Pace, Palazzo Pubblico, Siena

## Pittura rinascimentale
In quest'epoca iniziano i primi studi razionali sulla prospettiva e si riconoscono edifici le cui linee convergono tutte in un punto (punto di fuga). La società umanistica del tempo ha prodotto anche concetti urbani di tipo utopistico, la città ideale.

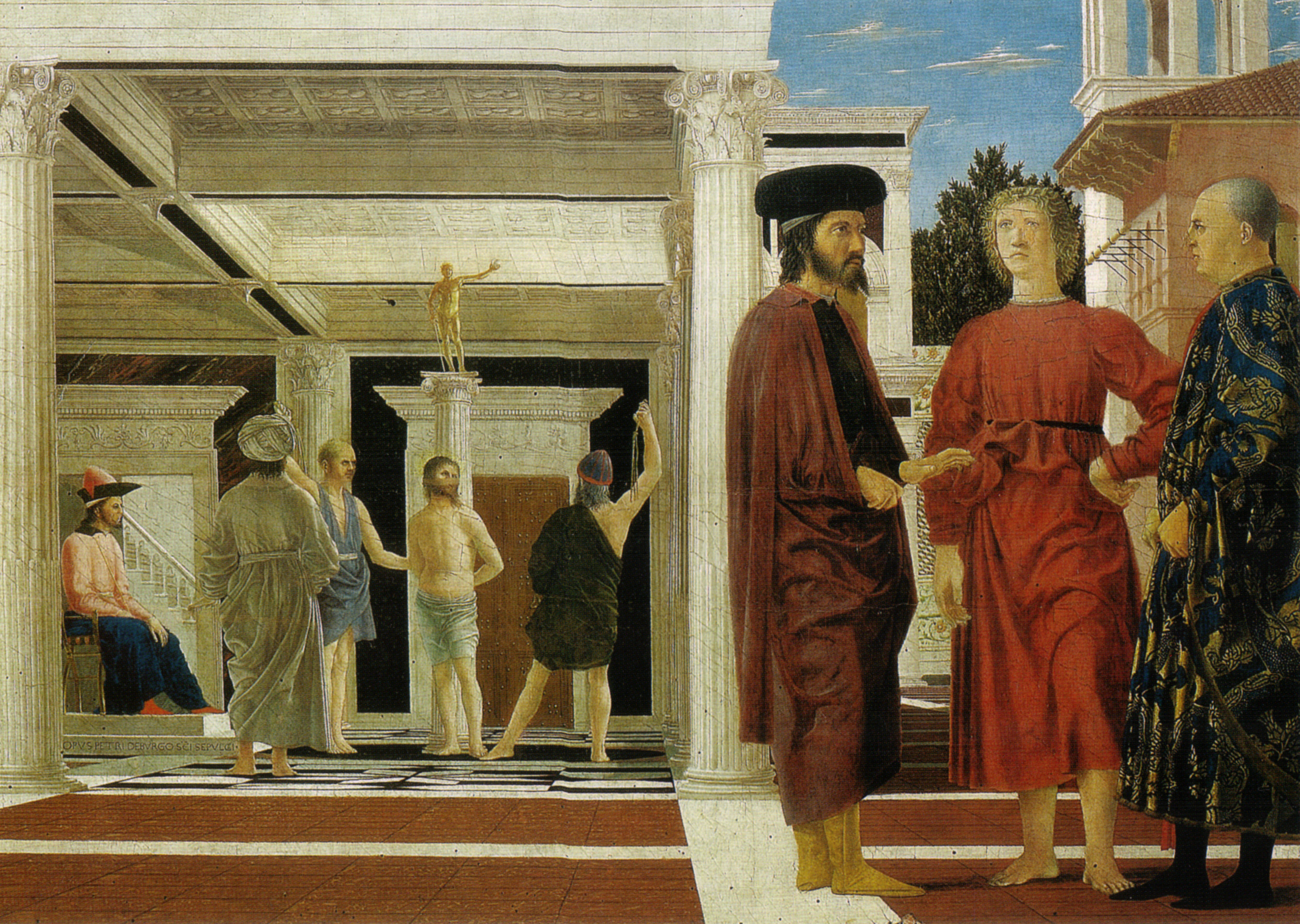
Flagellazione, Piero della Francesca
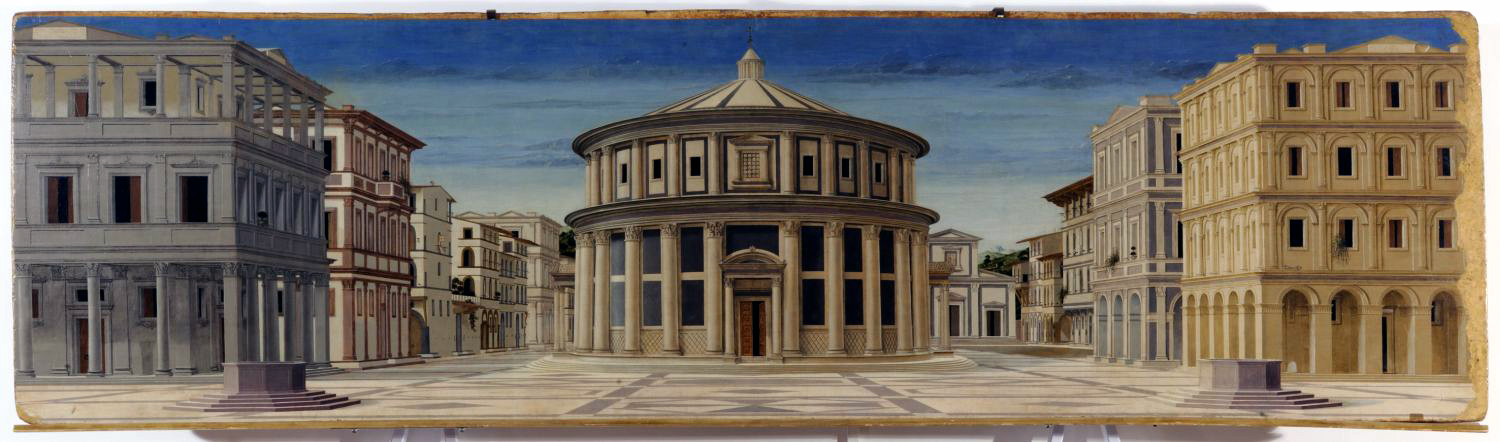
Città ideale, Galleria Nazionale delle Marche, Urbino

## Pittura vedutista
Grazie all'esperienza di Canaletto, la rappresentazione della città diventa estremamente realistica.

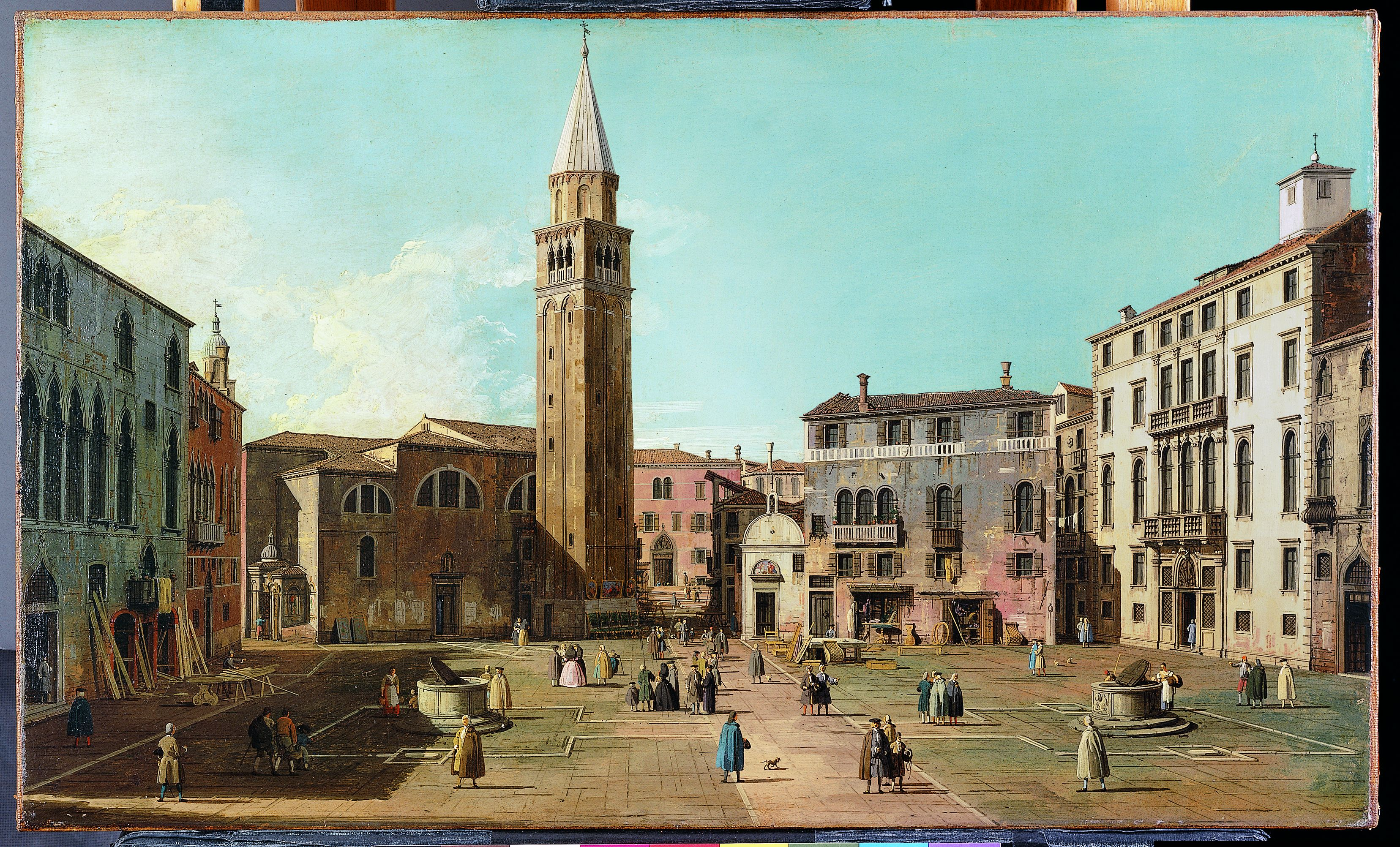
Canaletto (Giovanni Antonio Canal) - Campo Sant'Angelo, Venice - Metropolitan Museum of Art
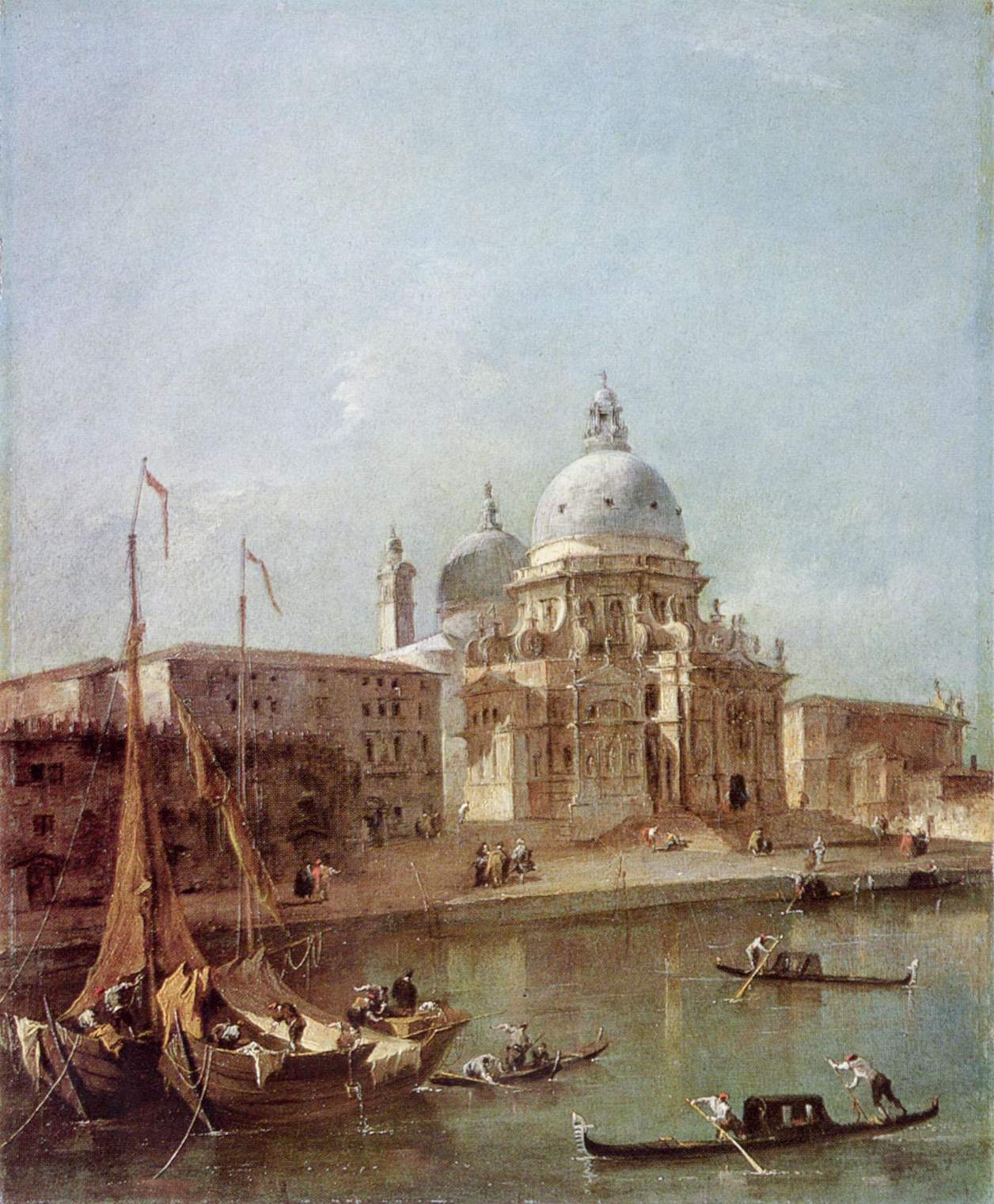
Francesco Guardi - Santa Maria della Salute - National Gallery of Scotland

## Pittura impressionista

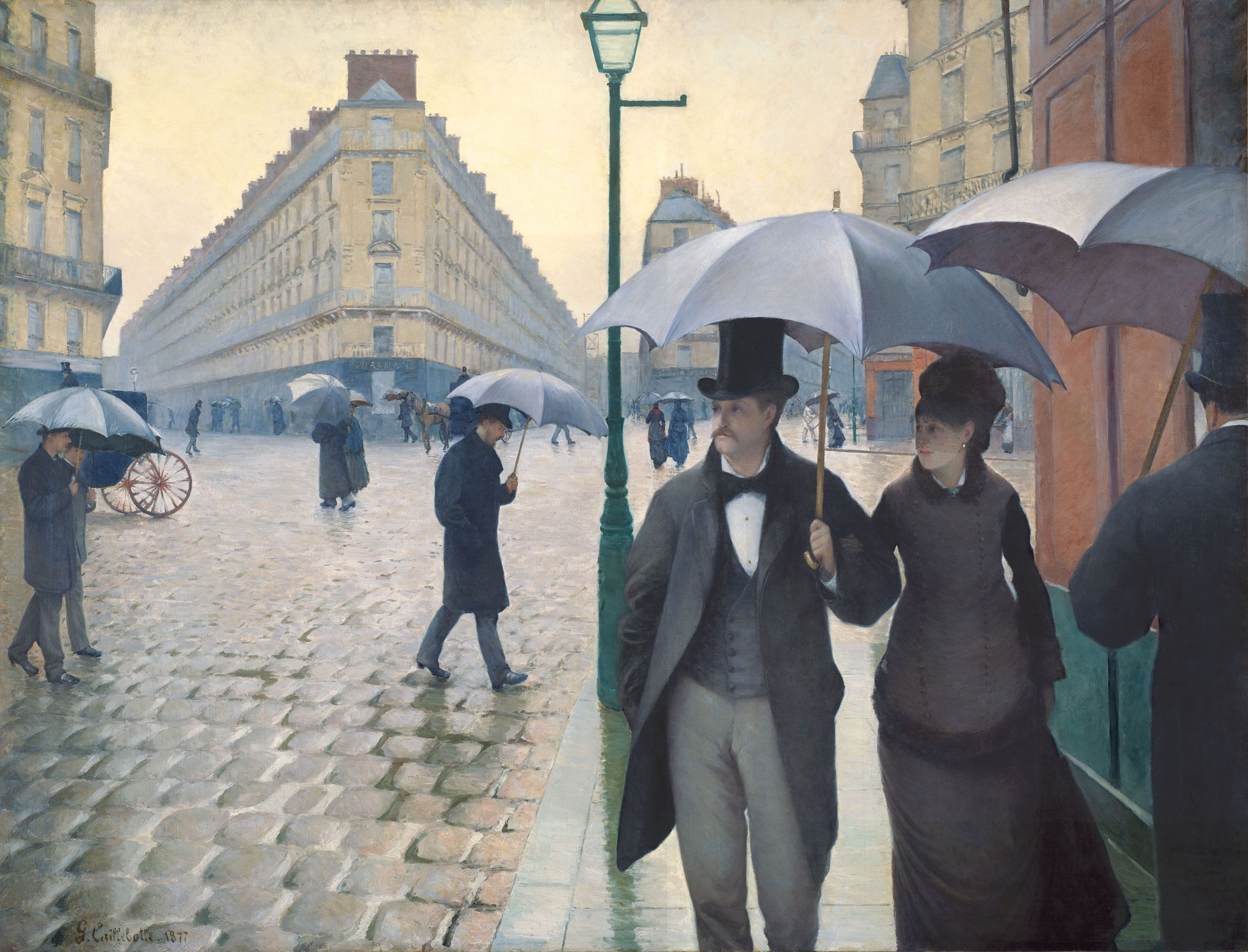
Gustave Caillebotte, (1848–1894), Strada di Parigi; giorno di pioggia, 1877, Art Institute of Chicago
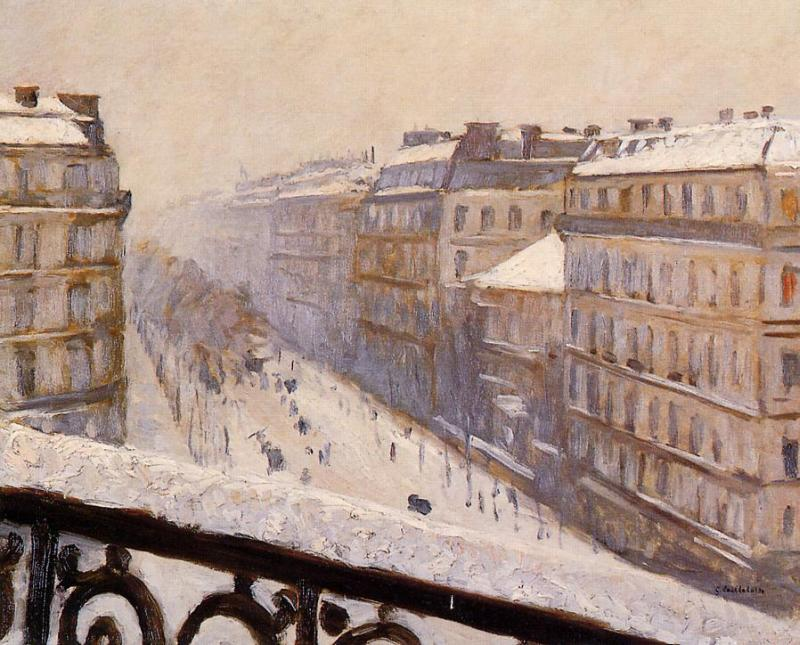
Gustave Caillebotte, Boulevard Haussmann, effet de neige (1880-81); olio su tela, 65×82 cm, collezione privata

## Pittura futurista
Una visione della "città futurista", città utopica, città di desiderio, appare già nella prima pagina del Manifesto del futurismo di Marinetti, pubblicato su Le Figaro a Parigi il 20 febbraio 1909:
Il tema della città viene sviluppato molto presto dai futuristi: essa è infatti il luogo privilegiato della modernità che, con la sua forza travolgente, sembra ormai a portata di mano; è il luogo in cui si incarna il futuro, la velocità il movimento. Il paesaggio urbano appare sconquassato dalle luci, dai rumori, che ne moltiplicano i punti di visione. La Città Nuova deve nascere e crescere contemporaneamente alla nuova ideologia del movimento e della macchina, non avendo più nulla della staticità del paesaggio urbano tradizionale.

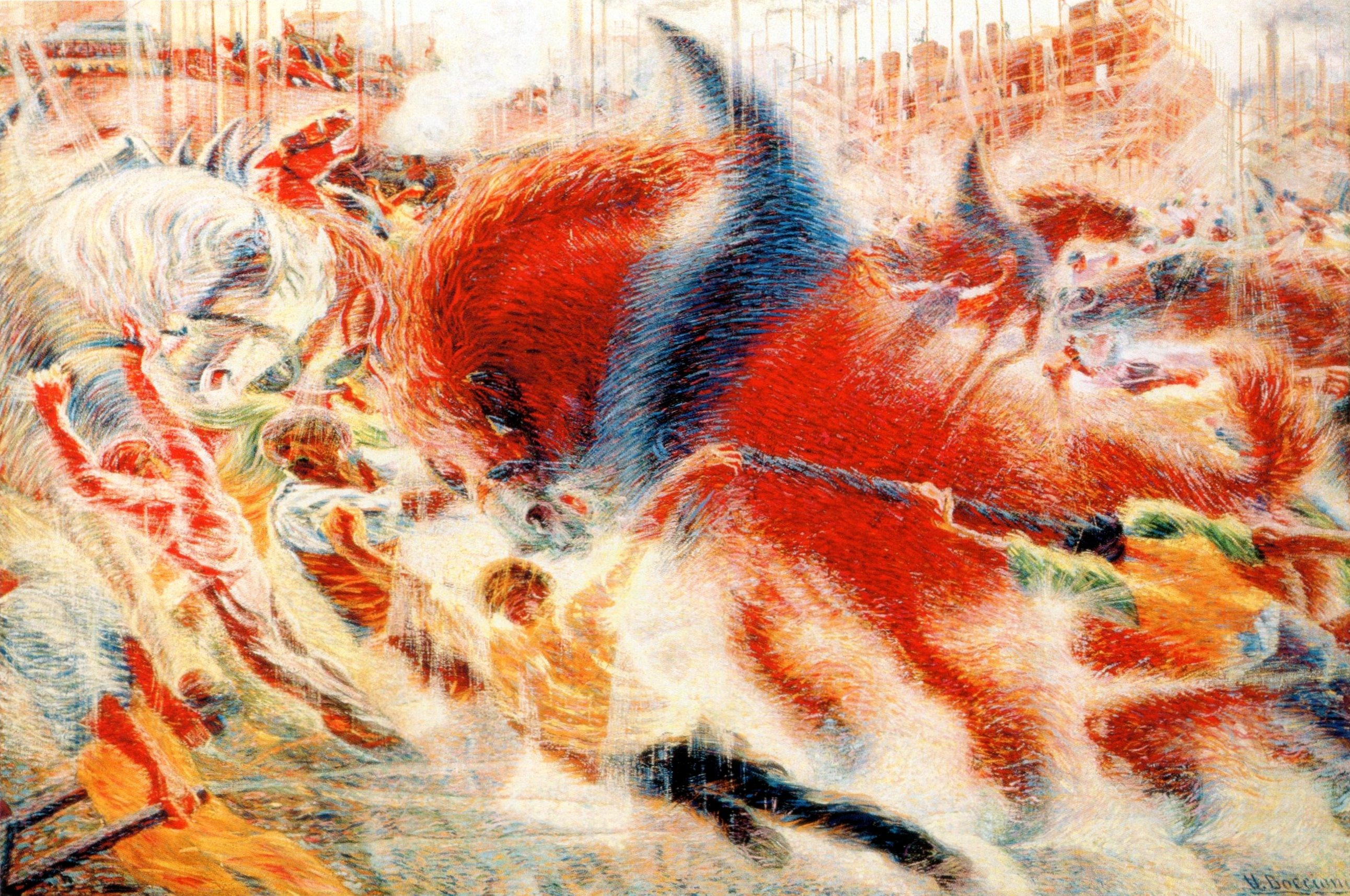
La città che sale, Umberto Boccioni
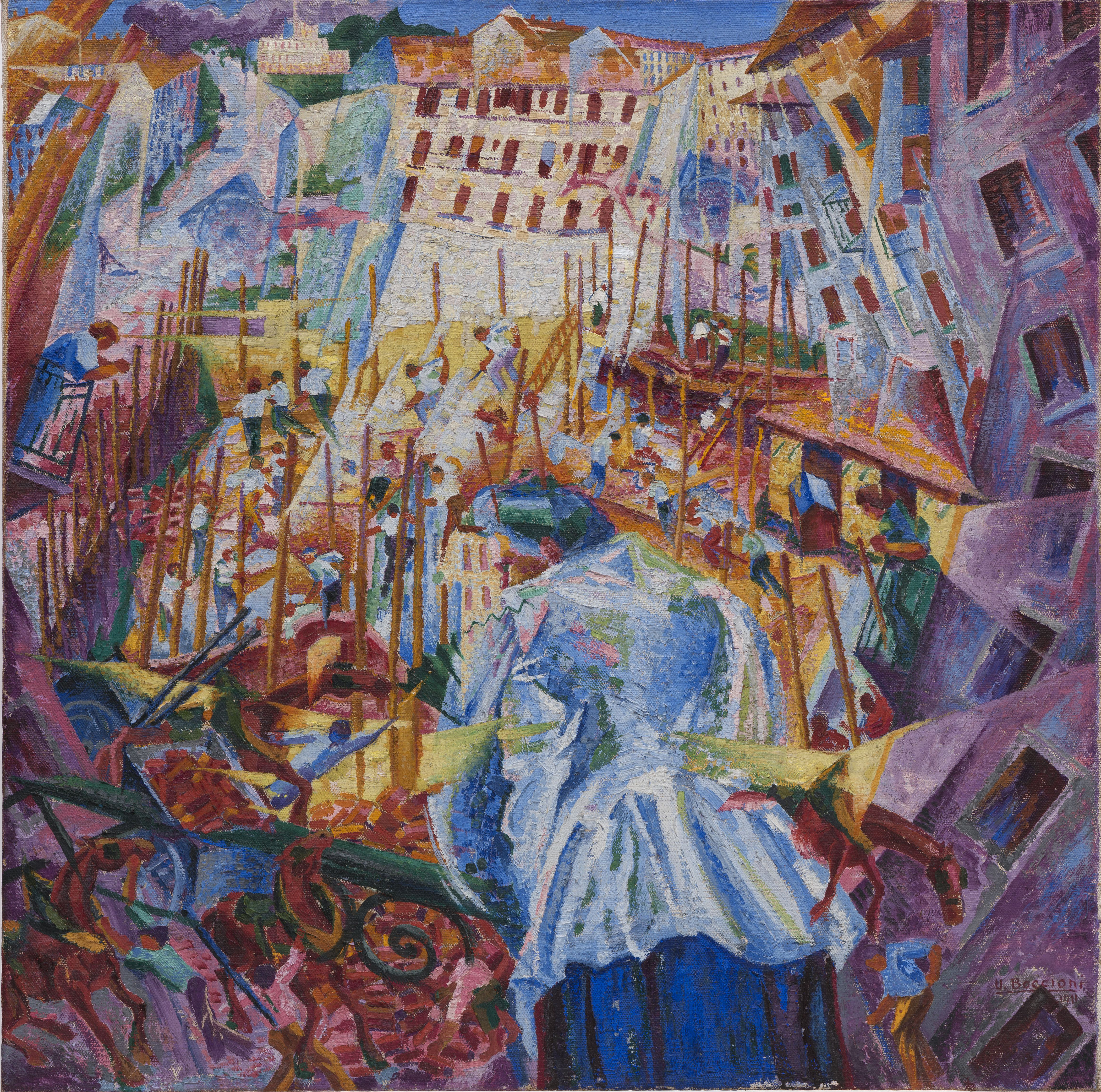
La strada entra nella casa, Umberto Boccioni, 1911